# The Boatlift
The Boatlift este al treilea album al rapperului din Miami,  Pitbull .A fost lansat pe 27 noiembrie 2007.Single-urile sunt: "Sticky Icky", "Secret Admirer", "Go Girl" și "The Anthem".Cântecul "Fuego Remix" a apărut în jocul video Madden NFL 2008.

## Piese
| #  | Titlu                     | Producător(i)    | Colaborări       | Durată |
| -- | ------------------------- | ---------------- | ---------------- | ------ |
| 1  | "A Little Story (Intro)"  | Wrek             |                  | 1:08   |
| 2  | "Go Girl"                 | Soundz           | Trina Young Bo$$ | 3:49   |
| 3  | "Dukey Love"              | Mr. Collipark    | Trick Daddy Fabo | 3:45   |
| 4  | "I Don't See 'Em"         | Tru              | Cubo AIM         | 3:59   |
| 5  | "Midnight"                | Vein             | Casely           | 3:32   |
| 6  | "Ying & the Yang"         | Lil Jon          |                  | 3:27   |
| 7  | "The Anthem"              | Lil Jon          | Lil Jon          | 4:05   |
| 8  | "The Truth (Interlude)"   |                  |                  | 0:54   |
| 9  | "Candyman"                | Brown Thugz      | Twista           | 3:11   |
| 10 | "Sticky Icky"             | Lil Jon          | Jim Jones        | 3:56   |
| 11 | "My Life"                 | Drop & Deadbeats | Jason Derulo     | 3:44   |
| 12 | "Secret Admirer"          | Play-N-Skillz    | Lloyd            | 3:18   |
| 13 | "Get Up/Levantate"        | Play-N-Skillz    |                  | 3:17   |
| 14 | "Fuego (DJ Buddha Remix)" | Mr. Collipark    | Don Omar         | 3:49   |
| 15 | "Stripper Pole (Remix)"   | Eddie Perez      | Toby Love        | 3:56   |
| 16 | "Un Poquito"              | 110% Pure        | Yung Berg        | 3:42   |
| 17 | "Tell Me (Remix)"         | Lil Jon          | Frankie J Ken-Y  | 4:34   |
| 18 | "Mr. 305 (Outro)"         |                  |                  | 0:45   |